# Bruce Kuczenski
Bruce John Kuczenski (Bristol, 3 febbraio 1961) è un ex cestista statunitense, professionista nella NBA, in Spagna, Belgio e Francia.

## Carriera
Venne selezionato dai New Jersey Nets al terzo giro del Draft NBA 1983 (59ª scelta assoluta).